# War (gruppo musicale)
Gli War sono un gruppo musicale funk statunitense, formatosi a Long Beach, California, nel 1969. Ne fu membro anche l'inglese Eric Burdon, dopo aver lasciato la sua band più celebre, The Animals.
Divennero famosi nei primi anni settanta, grazie a singoli come The Cisco Kid, Low Rider e Why Can't We Be Friends?. La loro musica mescola elementi di jazz, funk, blues e gospel con il rock, la musica latina e il reggae.

## Discografia

### Album in studio
- 1970 - Eric Burdon Declares "War"
- 1970 - The Black-Man's Burdon
- 1971 - War
- 1971 - All Day Music
- 1972 - The World Is a Ghetto
- 1973 - Deliver the Word
- 1975 - Why Can't We Be Friends?
- 1976 - Love Is All Around
- 1976 - Platinum Jazz
- 1977 - Galaxy
- 1978 - Youngblood (colonna sonora)
- 1979 - The Music Band
- 1979 - The Music Band 2
- 1982 - Outlaw
- 1983 - The Music Band – Jazz
- 1983 - Life (Is So Strange)
- 1985 - Where There's Smoke
- 1987 - On Fire
- 1994 - (Peace Sign)

### Album live
- 1974 - War Live
- 1980 - The Music Band Live
- 2008 - Greatest Hits Live

### Compilation
- 1976 - Greatest Hits
- 1982 - The Best of the Music Band
- 1987 - The Best of War... and More
- 1996 - The Best of Eric Burdon and War
- 1996 - Anthology (1970–1994)
- 1999 - Grooves and Messages
- 2003 - The Very Best of War